# 手五里穴
手五里穴是属于手陽明大腸經的腧穴。

## 定位
曲池與肩髃連線上，曲池上3寸。

## 主治
肘臂疼痛、瘰癧等

## 操作
直刺0.8～1寸；可灸。